# Orestias luteus
Orestias luteus är en fiskart som beskrevs av Valenciennes, 1846. Orestias luteus ingår i släktet Orestias och familjen Cyprinodontidae. Inga underarter finns listade i Catalogue of Life.